# Кшанє
Кшанє (мак. К'шање) — село у Північній Македонії, входить до складу общини Куманово Північно-Східного регіону.
Населення — 48 осіб (перепис 2002).